# Strongylosoma hartmanni
Strongylosoma hartmanni är en mångfotingart som beskrevs av Peters 1864. Strongylosoma hartmanni ingår i släktet Strongylosoma och familjen orangeridubbelfotingar. Inga underarter finns listade i Catalogue of Life.